# Traduzioni dell'Iliade

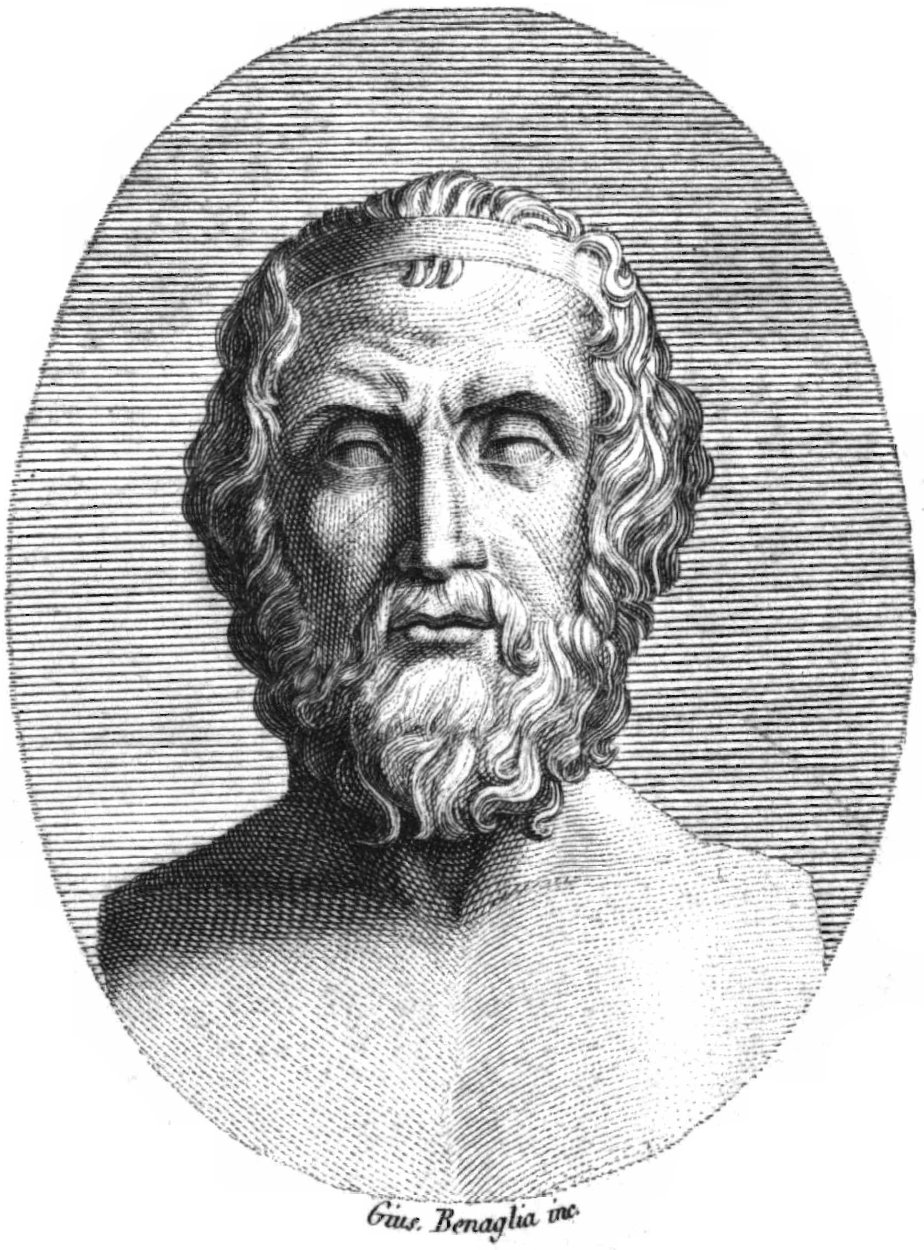
Omero in un'incisione dell'edizione del poema tradotta da Vincenzo Monti

L'Iliade, poema attribuito – assieme all'Odissea – al poeta greco Omero, ha conosciuto nei millenni copiosi tentativi compiuti per proporlo nelle varie lingue. Per Alexander Pope, il più grande traduttore inglese del poema, l'opera di Omero è un paradiso selvatico dove, se non riusciamo a scorgerne tutte le bellezze distintamente come in un giardino ben pettinato, è solo perché esse sono infinite; è un vivaio straripante che contiene i semi e i germogli di ogni specie. La storia delle versioni dell'Iliade affonda nell'antichità classica, e presenta in questa sede un carattere riassuntivo, non tenendo conto di molte traduzioni, ignorate già al loro apparire.

## Presso i Romani
La fortuna dell'Iliade presso i romani non fu certo inferiore a quella dell'Odissea. Le prime versioni delle quali ci sia giunta notizia sono quelle di due poeti preneoterici: Gneo Mazio e Ninnio Crasso. Furono composte nei primi decenni del I secolo a.C. quando la tecnica esametrica stava abbandonando la durezza enniana per portarsi verso le squisitezze della matura metrica romana.
Nella prima metà del I secolo d.C., Accio Labeone volle seguire un metodo filologico, traducendo il poema parola per parola, seguendo più l'ordine dei vocaboli che non il senso. Il suo tentativo fu accolto con disprezzo, testimoniato da Persio nella prima delle sue Satire. Fu invece molto più gradito il tentativo di Polibio, il liberto di Claudio, che tradusse liberamente Omero in latino e Virgilio in greco, dando prova di padronanza di entrambe le lingue e di un vivo senso dell'epica classica, tanto da meritare le lodi di Seneca.
Nonostante tutto, il problema della traduzione, sull'esempio di Livio Andronico per l'Odissea, rimase insoluto. 
Finalmente, nella seconda metà del I secolo, la scuola romana ebbe ciò che cercava: l'Iliade latina (Ilias Latina).
L'autore della versione è ignoto, anche se da alcuni attribuita a Silio Italico. Ma non è un gran problema ignorare l'autore di quest'opera, che era quasi certamente un maestro di scuola e un modesto versificatore, che non si pose né problemi di filologia né di forma: egli iniziò l'opera con l'intento di darne una epitome, ma dopo 500 versi gli mancò la lena, terminando in fretta l'opera, anche a scapito dell'organicità; i primi cinque libri, hanno pressoché lo stesso numero di versi dei rimanenti diciannove. 
La fretta non gli impedì però di inserire alcune digressioni sulla discendenza di Enea, in omaggio, non tanto alla gens Iulia, ma alla nobiltà del popolo albano-romano.
Nonostante i difetti, l'opera incontrò il favore dei grammatici che furono felici di proporre ai giovani discepoli questa nuova versione dell'Iliade.
Questi suoi pregi di intento scolastico, fecero sì che fosse ancor più apprezzata nel medioevo, quando il testo originale venne sempre più perdendosi in occidente. È questa versione che fece conoscere Omero a Dante Alighieri.

## Nel tardo Medioevo
Tra il 1358 ed il 1359, di passaggio a Padova, il monaco e letterato calabrese, di madrelingua greca, Leonzio Pilato, su incarico di Petrarca produce una prima, parziale, traduzione dell'Iliade in prosa latina (limitata probabilmente ai primi cinque libri). Tra il 1360 ed il 1362, trasferitosi a Firenze, lo stesso Pilato, su incarico di Boccaccio, completa la traduzione integrale, in prosa latina, dell'Iliade e dell'Odissea.

## Nel Rinascimento
Il Rinascimento favorì, con la riappropriazione della lingua greca, le traduzioni dei poemi omerici. Nel XV secolo numerosi autori tradussero in latino singoli libri dell'Iliade, tra questi: Leonardo Bruni, Carlo Marsuppini, Lorenzo Valla e Angelo Poliziano, il quale diede una mirabile versione in esametri di quattro libri.
Nel Cinquecento Andrea Divo di Capodistria tradusse il poema in latino e Cristóbal de Mesa  in spagnolo. Il primo tentativo di traduzione in italiano è di Francesco Gussano: egli si ferma al Libro I, reso in endecasillabi, stampato a Venezia nel 1544. Paolo La Badessa traduce i primi cinque libri, stampati a Padova nel 1564. Nel 1604 il gesuita Costanzo Pulcarelli diede alle stampe una versione in esametri latini dei primi due libri.

## Nel Seicento
La prima traduzione integrale in italiano, in rima ottava, è opera di Giambattista Tebaldi detto l'Elicona, pubblicata a Roma nel 1620. Federico Malipiero stampa a Venezia la prima versione integrale in prosa nel 1642.
In Inghilterra, appare la versione inglese di George Chapman, rimasta oscurata dal successo di quella di Alexander Pope nel Settecento. La prima parte Sette libri dell'Iliade di Omero, principe dei poeti (Seven Books of the Iliades of Homer, Prince of Poets), fu pubblicata nel 1598, mentre l'opera completa fu pubblicata nel 1609. L'autore traduce in versi in quattordici sillabe, riuscendo a conservare la misura dell'esametro greco. Al lavoro di Chapman il poeta John Keats dedicò il sonetto On first looking into Chapman's Homer.
La traduzione di John Dryden non fu felicemente portata a termine, mentre, nel 1674, apparve l'accurata versione di Thomas Hobbes.

## Nel Settecento
L'Iliad di Alexander Pope (1715-1720) è la più importante traduzione in lingua moderna, per la straordinaria ricchezza verbale del poeta, che compensa largamente i non pochi errori interpretativi.
In Francia, Anne Dacier tradusse in prosa l'Iliade (1711). Altri autori cercarono di adattarla al gusto dei tempi, come Antoine Houdar de La Motte (1714).
In Italia, Anton Maria Salvini pubblicò nel 1723 una traduzione integrale in versi sciolti. Nel 1736 il poeta e autore teatrale Scipione Maffei pubblicò la traduzione dei primi due libri in versi sciolti italiani. Tra il 1769 e il 1770 fu pubblicata una traduzione in 4 volumi ad opera del gesuita Giuseppe Maria Bozzoli. Tra il 1786 e il 1791 Melchiorre Cesarotti pubblica una versione poetica dell'Iliade in endecasillabi, accompagnata da una traduzione letterale in prosa.
Il celebre libertino Giacomo Casanova si cimenta nella traduzione dei primi 18 canti del poema: la sua versione in toscano in 3 tomi, in ottava rima, esce a Venezia tra il 1775 e il 1778; compare – senza data precisa, ma circa 1795 – una sua versione in dialetto veneziano.
Appare anche la traduzione in dialetto lombardo-veneto dell'abate Francesco Boaretti, in ottava rima, nel 1788.

## Nell'Ottocento

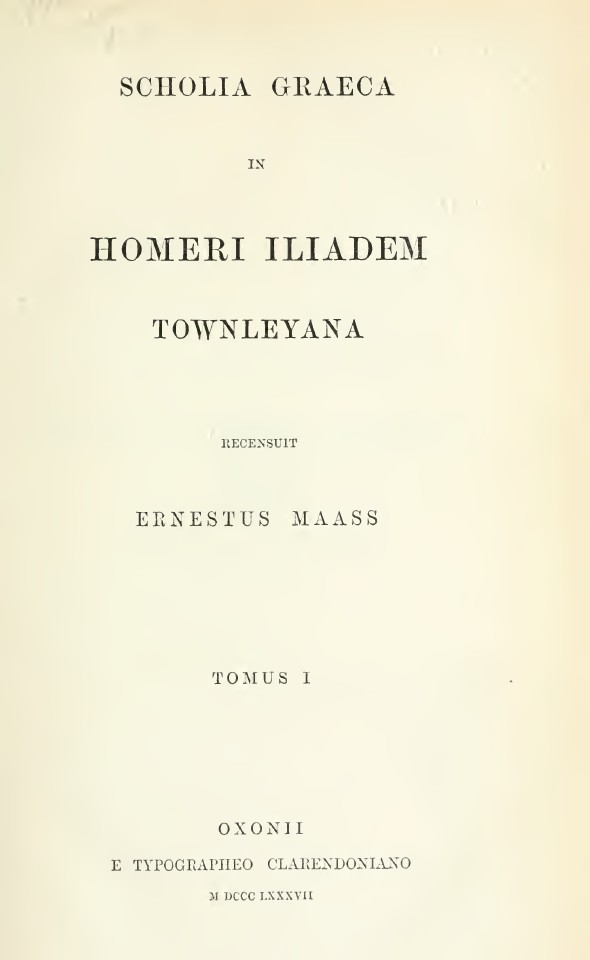
Ernst Maass, Scholia Graeca in Homeri Iliadem Townleyana, 1887, una raccolta di scoli.

Per tutta la vita, Ugo Foscolo perseguì il progetto di tradurre il poema omerico, ma si risolse a pubblicare la versione del Libro I nel 1807, e il Libro III, sulla rivista Antologia nel 1821. Insoddisfatto dei tentativi, rimaneggiò – spasmodicamente rifacendoli, abbandonandoli e disfacendoli per tutta la vita – questi frammenti, prevalentemente dei primi dieci libri dell'Iliade, mai composti in una traduzione definitiva. 
Poi venne la fondamentale traduzione di Vincenzo Monti, la più famosa e più letta in Italia. Intraprende il lavoro nel 1806, lo termina nel 1808, nel 1809 lo revisiona. La prima Iliade montiana, in endecasillabi, appare nel 1810, in due volumi (Bettoni, Brescia); la seconda edizione nel 1812, a Milano; la terza, 1815, a Napoli; poi pubblica nuove edizioni, sempre rivedute: 1816, 1820, 1825, 1826, fino all'edizione postuma del 1829 che accoglie le ultime volontà del traduttore. L'impresa di Monti entrò definitivamente nel canone letterario italiano, trovando analogie con la versione di Pope: Monti tiene a mente l'opera dei precedenti traduttori ricreando un'immagine ideale che si adatta al gusto settecentesco. La semplicità omerica si perde sotto la retorica eroica. Non spezza artificiosamente l'armonia, ma crea mosse melodrammatiche, facendo pensare ai solenni gesti degli antichi eroi dipinti da Jacques-Louis David. Madame de Staël celebrerà l'ammirazione pressoché universale in Italia e all'estero della versione di Monti con le seguenti parole: «Personne ne traduira plus l'Iliade, apres lui»; anche Giosuè Carducci apprezzerà la traduzione. Su una posizione critica fu Ugo Foscolo, che ironizzò su Monti chiamandolo "gran traduttor dei traduttor d'Omero", dato che Monti, non conoscendo il greco antico, tradusse il poema da traduzioni latine e specialmente dalla traduzione italiana di Melchiorre Cesarotti. 
Fra le numerose traduzioni susseguitesi in Europa, merita menzione quella di Leconte de Lisle, pubblicata nel 1866. Notevole la pura eleganza del verso, che però mortifica nella sua freddezza l'epico vigore della poesia omerica.
Anche in Germania fiorirono studi omerici, con traduzioni dell'Iliade da parte di Friedrich Leopold Stolberg (1778), Johann Jacob Bodmer e Johann Heinrich Voß. Quest'ultima versione, fedele e scolastica, ebbe notevole successo.
Nel 1870, William Cullen Bryant pubblicò una traduzione integrale dell'Iliade, seguita due anni dopo da quella dell'Odissea.

## Nel Novecento
In Italia, compaiono le versioni in prosa di Nicola Festa del 1923 e quella in esametri barbari di Ettore Romagnoli del 1924, ancorata ai toni montiani, e ristampata spesso fino alla metà del XX secolo. Oggi, entrambe non sono più usate, ma godono di importanza storica. Manlio Faggella pubblica una traduzione in versi esametri nel 1923-24. Nel 1944 esce per Sansoni la traduzione incompleta di Jolanda De Blasi, in prosa ritmica.
Dal Secondo Dopoguerra si segnala un'esplosione delle traduzioni: la prima a cimentarsi è Rosa Calzecchi Onesti per Giulio Einaudi Editore – su sollecitazione di Cesare Pavese, a sua volta dietro suggerimento di Mario Untersteiner – pubblicando nel 1950 nella collana I Millenni una versione alineare con righi di prosa ritmica al posto dei versi (tuttora ristampata nei tascabili); sempre nel 1950, appare la versione poetica in endecasillabi di Guido Vitali, per Paravia, pubblicata nel 1953 da Mondadori.
Giuseppe Tonna presenta una versione in prosa per Garzanti nel 1974. 
Una versione in prosa di Maria Grazia Ciani esce da Marsilio Editori nel 1990 (anche nei Classici UTET); un'edizione riveduta dalla Ciani compare nel 2003 sempre per Marsilio. 
Giovanni Cerri offre una versione alineare nei Classici Rizzoli nel 1996 (ora in BUR). 
Guido Paduano pubblica una traduzione in versi liberi nella Biblioteca della Pléiade nel 1997 con un commento di Maria Serena Mirto. La versione viene riproposta nel 2012, nella lussuosa collezione dei Millenni Einaudi, e nel 2025 in edizione economica nella collana ET Biblioteca, con l'introduzione di Francesco Morosi.
Mario Giammarco traduce l'Iliade per Newton Compton nel 1997.
In francese l'edizione di riferimento è probabilmente quella di Paul Mazon. Sono spesso ristampate anche le versioni di Eugène Lasserre (prima ed. 1942), Victor Bérard (prima ed. 1965) e di Bruno Rémy (1990). In inglese, quelle di Martin Hammond (Penguin Classics – in prosa – 1987), Richmond Lattimore (1951), Robert Fagles (1990), Robert Fitzgerald (1974 – ripresa nel 1998 dalla Oxford University Press).
Il grande classicista Martin West cura per la Bibliotheca Teubneriana (vol. I nel 1998; vol. II nel 2000) un'edizione innovativa del poema: operando una selezione di manoscritti (16 esemplari citati costantemente più 6 occasionalmente), sfrutta l'imponente numero di 840 papiri inediti e un regesto più ampio che in passato, risalente fino al IX secolo a.C.; l'impresa è integrata da un volume di studi critico-testuali. Partendo dal presupposto che Omero sia stato l'autore dell'Iliade, West si cimenta nell'impresa di restituire il testo originale, anzi l'ultima versione, eliminando le interpolazioni di rapsodi e aedi, le numerose corruttele, restituendo in ambito ortografico forme inattestate dai manoscritti medievali o dai papiri, basandosi sui progressi della dialettologia greca e la propria perizia critica.

## Nel XXI secolo
Fra le traduzioni recenti si segnalano: Daniele Ventre (Mesogea) offre una versione in esametri italiani (2010); Dora Tomasone Marinari (La lepre – 2010). L'ultima traduzione dell'Iliade in italiano, quella del grecista Franco Ferrari, appare negli Oscar Classici Mondadori nel maggio 2018.
In lingua francese una nuova traduzione, dopo quasi vent'anni di lavoro, è quella di Philippe Brunet (Éditions du Seuil, 2010).